# John Julius Norwich
John Julius Cooper, 2nd Viscount Norwich CVO (15 september 1929 - 1 juni 2018), beter bekend als John Julius Norwich was een Brits historicus, schrijver, televisiepersoonlijkheid en lid van het Hogerhuis.

## Biografie

### Afkomst
Norwich is de zoon van de Britse Conservatieve politicus en diplomaat Duff Cooper en van Lady Diana Cooper, een gevierde schoonheid en beroemdheid. Via zijn vader stamt hij af van de Brits koning Willem IV en diens maîtresse Dorothea Jordan. Sinds 1954, na het overlijden van zijn vader, was hij burggraaf Norwich.

### Carrière
Nadat hij was afgestudeerd aan de Universiteit van Oxford trad hij in dienst van Britse diplomatieke dienst. Hij diende in Joegoslavië en Libanon. Ook was hij lid van de Britse delegatie bij de Ontwapeningsconferentie in Genève. Na de dood van zijn vader in 1954 erfde hij diens titel van burggraaf, die Duff Cooper in 1952 had verkregen. Hierdoor werd hij lid van het Britse House of Lords.
In 1964 verliet Norwich de diplomatieke dienst om schrijver te worden. Hij schreef een aantal boeken over de geschiedenis van het Byzantijnse Rijk en Venetië. Ook werkte hij jarenlang voor de Britse televisie.

## Werken
- (en) The Normans in the South, 1016-1130. Prentice Hall, 1967
- (en) The Kingdom in the Sun. Prentice Hall, 1970
- (en)  A History of Venice. Allen Lane, 1981 ISBN 0-679-72197-5
- (en)  Byzantium: The Early Centuries. Viking, 1988 ISBN 0-670-80251-4
- (en)  Byzantium; v. 2: The Apogee. New York: Alfred A. Knopf, 1992 ISBN 0-394-53779-3
- (en)  Byzantium; v. 3: The Decline and Fall.  Viking, 1995 ISBN 0-670-82377-5
- (en)  A Short History of Byzantium, New York: Alfred A. Knopf, 1997 ISBN 0-679-45088-2
- (en)  Absolute Monarchs: A History of the Papacy, Random House, 2011. ISBN 978-1-4000-6715-2
- (en) The Popes: A History. Chatto & Windus, 2011
- (en)  Sicily: A Short History, from the Greeks to Cosa Nostra. John Murray, 2015
- (en)  Four Princes: Henry VIII, Francis I, Charles V, Suleiman the Magnificent and the Obsessions That Forged Modern Europe. John Murray, 2016
- (en)  France; A History: From Gaul to De Gaulle, John Murray, 2018. ISBN 978-1-47366-384-8